# Susan Roces
Jesusa Porificacion Sonora (Bacolod, 28 juli 1941 – San Juan, 20 mei 2022), beter bekend onder haar artiestennaam Susan Roces, was een Filipijns film- en televisieactrice en de weduwe van acteur Fernando Poe jr., acteur en presidentskandidaat. Na de dood van haar man in 2004 werd Roces het middelpunt van de politieke oppositie in de Filipijnen.
Roces werd 10 maal genomineerd voor de FAMAS Award voor beste actrice. Ze won de prijs, een van de prestigieuze filmprijzen van de Filipijnen, tweemaal (in 1978 en 1979). In 2003 won Roces een oeuvreprijs van de Film Academy of the Philippines (FAS).

## Prijzen
- 2003, FAP oeuvre-prijs
- 1998, nominatie FAMAS Award voor beste actrice voor Isinakdal ko ang aking ina
- 1990, nominatie FAMAS Award voor beste actrice voor Lahat ng ito pati na ang langit, Ang
- 1987, nominatie FAMAS Award voor beste actrice voor Nasaan ka nang kailangan kita
- 1979, FAMAS Award voor beste actrice voor Gumising ka... Maruja
- 1978, FAMAS Award voor beste actrice voor Maligno!
- 1975, nominatie FAMAS Award voor beste actrice voor Patayin mo sa sindak si Barbara
- 1974, nominatie FAMAS Award voor beste actrice voor Hanggang sa kabila ng daigdig: The Tony Maiquez story
- 1971, nominatie FAMAS Award voor beste actrice voor Divina Gracia
- 1969, nominatie FAMAS Award voor beste actrice voor To Susan with Love
- 1968, nominatie FAMAS Award voor beste actrice voor Maruja

## Televisie
- 2008 - Iisa Pa Lamang als Lola Aura
- 2008 - Patayin sa Sindak si Barbara
- 2008 - Maalaala Mo Kaya: Basura
- 2007 - John En Shirley als Encarnation

## Filmografie
- 1952 - Mga Bituin ng Kinabukasan - Nepomuceno Pictures
- 1956 - Miss Tilapya - Sampaguita Pictures
- 1956 - Boksingera - Sampaguita Pictures
- 1956 - Kulang sa 7 - Sampaguita Pictures
- 1957 - Sino ang Maysala - Vera Perez Pictures
- 1957 - Pasang Krus - Sampaguita Pictures
- 1957 - Mga Anak ng Diyos - Vera Perez Pictures
- 1957 - Mga Ligaw na Bulaklak - Sampaguita Pictures
- 1957 - Prinsesang Gusgusin - Sampaguita Pictures
- 1958 - Ako ang Maysala - Vera Perez Pictures
- 1958 - Mga Reyna ng Vicks - Sampaguita Pictures
- 1958 - Madaling Araw - Sampaguita Pictures
- 1958 - Tawag ng Tanghalan - Vera Perez Pictures
- 1958 - Ulilang Anghel - Sampaguita Pictures
- 1959 - Wedding Bells - Sampaguita Pictures
- 1959 - Mga Anghel sa Lansangan - Sampaguita Pictures
- 1960 - Beatnik - Sampaguita Pictures
- 1964 - The Dolly Sisters - Sampaguita Pictures
- 1965 - Portrait of My Love - Sampaguita Pictures
- 1968 - To Susan with Love
- 1968 - Bakasin Mo sa Gunita
- 1968 - Bandana
- 1968 - Sorrento
- 1968 - Maruja
- 1968 - Kulay Rosas ang Pag-ibig
- 1969 - Perlas ng Silangan FPJ Production
- 1973 - Florinda
- 1974 - Patayin Mo sa Sindak si Barbara
- 1977 - Maligno
- 1978 - Gumising ka, Maruja
- 1986 - Payaso aka Clown
- 1988 - Buy One, Take One - Viva Films
- 1989 - Mundo Man ay Magunaw
- 1990 - Feel na Feel - Regal Films
- 1997 - Isinakdal ko ang Aking Ina
- 2003 - Mano Po 2: My Home